# Stade Achgabat
Le stade d'Achgabat est un stade multi-usage à Achgabat au Turkménistan.
Le stade a une capacité de 20 000 places et a été construit en 2011. Il est principalement utilisé pour les célébrations et les matches de football.